# بطاقة الهوية الإندونيسية

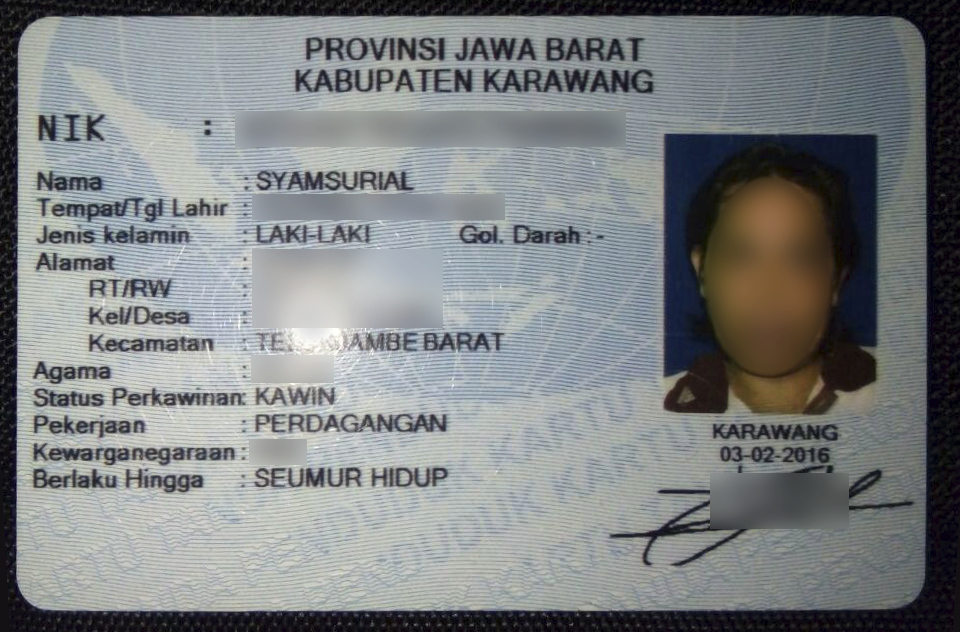
نموذج بطاقة الهوية الإندونيسية من 2016

بطاقة الهوية الإندونيسية هي بطاقة الهوية الإندونيسية الإلزامية. توجد نسخ منفصلة للمقيمين الإندونيسيين وغير الإندونيسيين. يتم إصدار البطاقة عند بلوغ سن 17 أو عند الزواج. في حالة المواطنين الإندونيسيين، تكون البطاقة صالحة مدى الحياة (كانت صالحة في السابق لمدة 5 سنوات فقط للمواطنين دون سن 60 عامًا). بالنسبة للمقيمين غير الإندونيسيين، يكون تاريخ انتهاء صلاحية البطاقة هو نفس تاريخ تصريح إقامتهم. منذ عام 2011 أصدرت الحكومات الإندونيسية بطاقة هوية إلكترونية، والتي تحتوي على رقاقة مدمجة. أصبح مشروع الهوية إلكترونية واحدة من أكبر فضائح الفساد في البلاد.

## التاريخ

### الهند الشرقية الهولندية
كانت بطاقة الهوية العامة خلال الحقبة الاستعمارية الهولندية تسمى شهادة الإقامة. لم تسجل هذه البطاقة ديانة حاملها. كان على المواطنين الساعين للحصول على إثبات الإقامة الاتصال بمراقبهم المحلي (المراقب المالي) ودفع رسوم قدرها 1.5 غيلدر. تم إصدار البطاقة الورقية التي يبلغ حجمها 15 × 10 سم وتوقيعها من قبل رؤساء الإدارات المحلية. تم طلب نوعين إضافيين من وثائق الهوية من قبل الصينيين في جزر الهند الشرقية الهولندية: تصريح الدخول وتصريح الإقامة.

### الفترة اليابانية
كانت بطاقة هوية الاحتلال الياباني (1942-1945) مصنوعة من الورق وكانت أوسع بكثير من بطاقة الهوية الحالية. مع ظهور النص الياباني والإندونيسي خلف قسم البيانات الرئيسي، كانت هناك لعبة دعاية تتطلب من صاحبها بطريقة غير مباشرة أن يقسم الولاء للغزاة اليابانيين. ومن هنا أصبحت معروفة باسم بطاقة بروباغاندا.

### 32 سنة الأولى من الاستقلال
بعد أن أعلنت إندونيسيا استقلالها في عام 1945، تم استبدال شهادة الإقامة بشهادة الجنسية الإندونيسية. تمت كتابة هذا المستند جزئيًا. كان قيد الاستخدام من 1945 إلى 1977. كانت بطاقة ورقية دون أي صفحات. خضعت البطاقة لعدة تغييرات خلال هذه الفترة، تتعلق جزئيًا بحقوق ومسؤوليات حاملها. تم إصدار بطاقات هوية مختلفة من مناطق مختلفة وأصبحت في نهاية المطاف موحدة تحت رأس تسجيل السكان في عام 1976.

### التمييز
خلال نظام النظام الجديد تحت حكم الرئيس سوهارتو (1966-1998)، ظهرت بطاقات الجنسية التي كان يحتجزها السجناء السياسيون السابقون، وقوميات من أصل صيني في رموز خاصة للإشارة إلى وضعهم. سمحت هذه السياسة للمسؤولين الحكوميين بمعرفة ما إذا كان الشخص سجين سياسي سابق أم من أصل صيني. تم التخلي عن الرموز التمييزية لاحقًا.

### البطاقة حتى 2003
تم تصنيع بطاقة الهوية من الورق، مغلف بالبلاستيك ومختوم بختم الحبر. تم إصدار البطاقات من أدنى المستويات الإدارية في الحي. كانت البطاقات تحتوي على صورة وتوقيع ورقم تسلسلي وبصمة إبهام. كان لون خلفية بطاقة الهوية أصفر في كثير من الأحيان.

### حالةآتشيه
عندما وضعت مقاطعة آتشيه تحت حالة الطوارئ العسكرية في عام 2003، كان لديها تصميم بطاقة هوية مختلف يضم خلفية حمراء وبيضاء وطائر جارودا. تم التوقيع على البطاقة من قبل رئيس المقاطعة، والقائد العسكري المحلي ورئيس الشرطة.

### البطاقة حتى 2011
تم طباعة صورة حامل البطاقة مباشرة على بطاقة بلاستيكية. ظلت المراقبة والتحقق والتحقق من الصحة عند مستويات مقاطعات الجمهورية. تتميز البطاقة بطباعة بصمة الإبهام ورقم تسلسلي فريد. على عكس الإصدارات السابقة يمكن استخدام البطاقة في جميع أنحاء البلاد بدلاً من مدينة أو مقاطعة معينة.

## الهوية الإلكترونية
تم تجربة الهوية الإلكترونية في ستة مجالات في عام 2009، وتم إطلاقها رسميًا في جميع أنحاء البلاد في عام 2011. من المفترض أن تكون البطاقة أكثر دواما، وتحتوي على رقاقة، ورقم تسلسلي فريد من نوعه ويمكن استخدامها لتطبيقات متعددة للخدمات الحكومية. لقد أصبح تنفيذها ملوثاً بالفساد. في مايو 2013 تم الإبلاغ عن تلف الشريحة الموجودة في الهوية الإلكترونية وجعلها عديمة الفائدة من خلال تصوير البطاقة بشكل متكرر.
تحتوي الهوية الإلكترونية على بيانات بيومترية فريدة وتم تصميمها لتحسين الخدمات الحكومية وقواعد البيانات السكانية، مع تقليل تهديدات الاحتيال والأمان.
إن الهوية الإلكترونية هي أساس إصدار جوازات السفر الإندونيسية ورخص القيادة وأرقام تعريف دافعي الضرائب وسياسات التأمين وشهادات ملكية الأراضي ووثائق الهوية الأخرى (المادة 13 من القانون رقم 23 لسنة 2006 بشأن أميندوك).
يتضمن تسجيل البيانات لتسجيل الهوية الإلكترونية أخذ بصمات الأصابع من جميع الأصابع العشرة، على الرغم من أن رقاقة البطاقة لا تسجل إلا بصمات الإبهام والفهرس الصحيحة. تتكون الهوية الإلكترونية من تسع طبقات لزيادة الأمان. يتم زرع رقاقة بين البلاستيك الأبيض والشفاف على أعلى طبقتين. تحتوي الرقاقة على هوائي يصدر موجة عند التمرير. سيتم التعرف على الموجة من قبل الكاشف للتحقق مما إذا كان الحامل الشرعي يستخدم البطاقة. يتوافق تخزين البيانات في الرقاقة مع المعايير الدولية ووثائق السفر المقروءة آلياً.
حقق برنامج الهوية الإلكترونية الإندونيسي 100 مليون تسجيل بيومتري وإلغاء الازدواجية في أقل من عام واحد بقليل. لا تحتوي بيانات الهوية الإلكترونية على تاريخ انتهاء الصلاحية، حتى لو كانت البطاقات تظهر تواريخ انتهاء الصلاحية.

## الدين
تتطلب البطاقة التعرف على واحدة من الديانات الست المعترف بها رسمياً في إندونيسيا: الإسلام والبروتستانتية والكاثوليكية والهندوسية والبوذية والكونفوشيوسية. في عام 2006 أكد وزير الشؤون الدينية مفتوح بسيوني على ضرورة الإبقاء على هذا الترتيب: «الأديان الرسمية في البلاد أمر حيوي لضمان الانسجام الجيد بين الجماعات الدينية وكذلك استخدامها في مسائل أكثر عملية مثل الزواج والدفن». لكن في عام 2014 اقترح وزير الشؤون الداخلية أن يكون القسم اختياريًا، أي أنه يمكن تركه فارغًا. الجماعات الدينية تريد الاحتفاظ بها. تم إعادة الكونفوشيوسية كخيار في عام 2006 بعد أن أسقطها سوهارتو في عام 1965 في أعقاب محاولة الانقلاب الشيوعية الفاشلة.